# Vilmos Sebők
Vilmos Sebők (* 13. Juni 1973 in Budapest) ist ein ehemaliger ungarischer Fußballspieler und heutiger -trainer. Er wurde in der Abwehr, vorrangig als Innenverteidiger, eingesetzt.

## Karriere
Sebők spielte bei Újpest Budapest, FC Tatabánya, Rákospalotai EAC und Bristol City, bevor er im Januar 2000 in die 2. Bundesliga zum SV Waldhof Mannheim wechselte. Bei Waldhof blieb er ein halbes Jahr und wechselte dann in der Bundesliga zu Energie Cottbus. Nach 44 Spielen in drei Jahren zog es Sebők weiter. Er spielte noch für Maccabi Ahi Nazareth, Zalaegerszegi TE FC, Diósgyőri VTK und SG ASV Neudorf/Parndorf.
Sebők lief für die ungarische U-21 und die ungarische Fußballnationalmannschaft auf. 1996 nahm er mit der Olympiaauswahl an den Olympischen Sommerspielen in Atlanta teil.
Im Juli 2011 übernahm er das Traineramt beim Drittligisten Törökbálinti TC.